# Hattardalsfjall
Hattardalsfjall är ett berg i republiken Island. Det ligger i regionen Västfjordarna, 210 km norr om huvudstaden Reykjavík. Toppen på Hattardalsfjall är 617 meter över havet, eller 100 meter över den omgivande terrängen. Bredden vid basen är 1,5 km.
Trakten runt Hattardalsfjall är nära nog obefolkad, med mindre än två invånare per kvadratkilometer. Närmaste större samhälle är Ísafjörður, omkring 14 kilometer norr om Hattardalsfjall. Trakten runt Hattardalsfjall består i huvudsak av gräsmarker.